# Anthrax dolgovskayae
Anthrax dolgovskayae är en tvåvingeart som beskrevs av Zaitzev 1997. Anthrax dolgovskayae ingår i släktet Anthrax och familjen svävflugor. Inga underarter finns listade i Catalogue of Life.